# Bom cobalt
Bom cobalt là một loại bom muối (tiếng Anh: Salt bomb), loại bom nổ thì tung ra bụi phóng xạ hạt nhân tồn tại đủ lâu để hủy diệt môi trường. Trong bom cobalt một lượng lớn đồng vị ổn định 59Co được pha vào vỏ của một quả bom phân hạch hoặc bom nhiệt hạch. Khi bom nổ các neutron sinh ra sẽ chuyển 59Co thành 60Co, một đồng vị phóng xạ và tung ra môi trường. Đồng vị này có thời gian bán rã 5,26 năm, phát ra bức xạ {\displaystyle \gamma } ở hai mức 1,17 và 1,33 MeV.
59Co + n → 60Co → 60Ni + e− + {\displaystyle \gamma }
Đồng vị này tạo ô nhiễm phóng xạ mạnh, để loại trừ sự sống sót của con người bên ngoài boongke. Cường độ phóng xạ của nó chỉ giảm xuống còn khoảng một phần nghìn giá trị ban đầu sau cỡ 50 năm. Hiện không rõ liệu một quả bom như vậy đã từng được chế tạo hay chưa.
Khái niệm về bom cobalt ban đầu được nhà vật lý Leó Szilárd mô tả trong một chương trình phát thanh vào ngày 26 tháng 2 năm 1950. Ý định của ông không phải là đề xuất chế tạo một loại vũ khí như vậy, mà là để chỉ ra rằng công nghệ vũ khí hạt nhân sẽ sớm đạt đến một mức độ nào đó mà nó có thể kết thúc sự sống của con người trên Trái Đất
Những loại vũ khí "ướp muối" như vậy đã được Không quân Mỹ yêu cầu và nghiên cứu một cách nghiêm túc, nhưng không được triển khai. Trong ấn bản năm 1964 của cuốn sách Ảnh hưởng của Vũ khí Hạt nhân của Bộ Quốc phòng Hoa Kỳ, một phần trong đó có tiêu đề chiến tranh phóng xạ đã làm rõ vấn đề "Thiết bị Ngày tận thế".